# 鶴崎

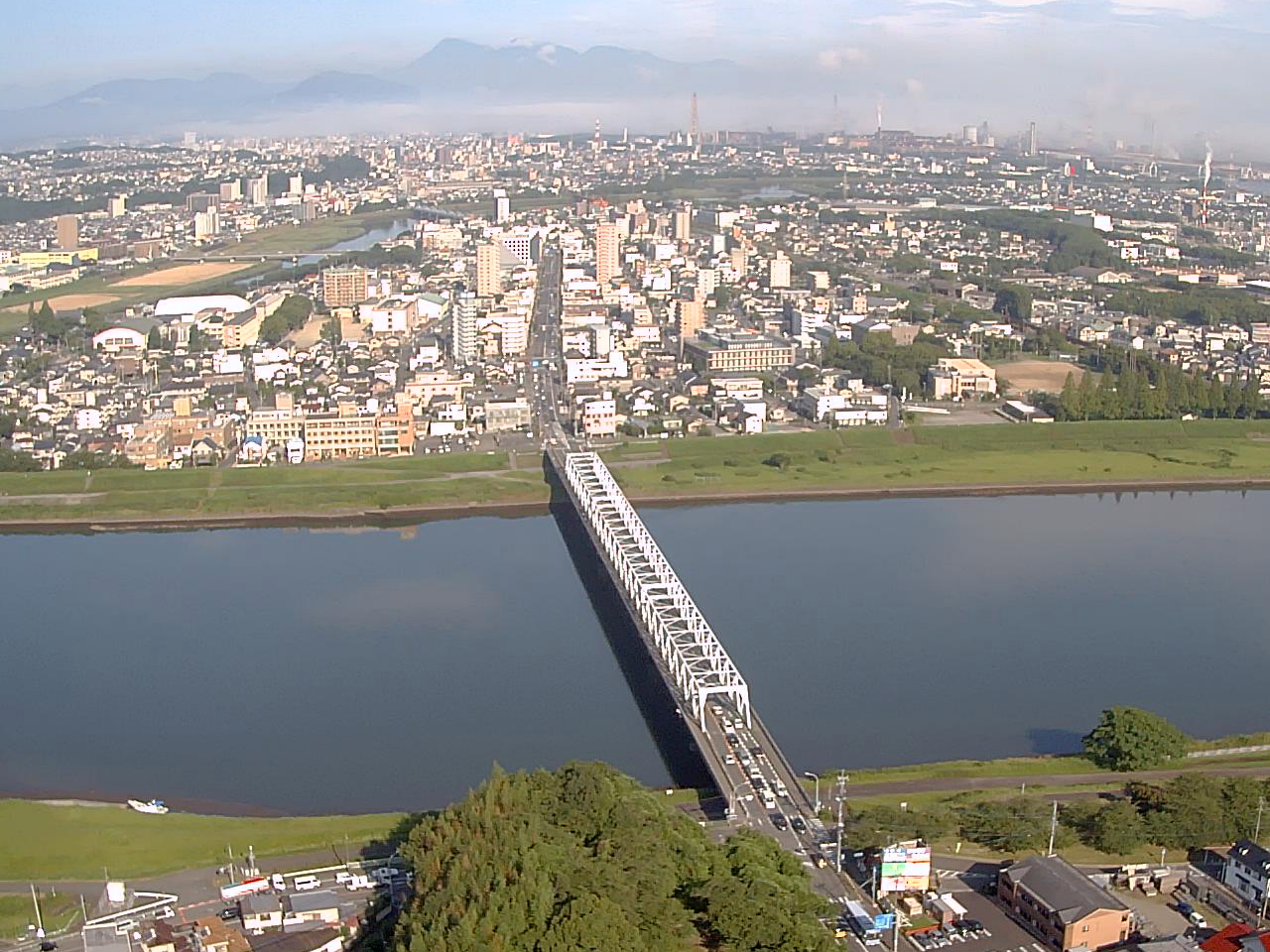
鶴崎の中心部（手前は大野川と鶴崎橋）

鶴崎（つるさき）は、大分県大分市東部にある地区の地名及び大字である。

## 歴史

### 室町時代まで
室町時代後期には、大友氏家臣の吉岡長増によって鶴崎城が築かれた。この城は、天正14年（1586年）の島津氏の豊後侵攻の際に、長増の子・鑑興の妻であった妙林尼が智謀を用いて籠城を続けたことで知られる。

### 江戸時代
江戸時代には、鶴崎は佐賀関などとともに、熊本藩の所領となり、瀬戸内海への拠点とされた。熊本藩の参勤交代は、豊後街道を経て熊本から鶴崎に至り、佐賀関から海路で大坂に渡る経路をとった。鶴崎城は廃城とされて、跡には熊本藩鶴崎御茶屋が置かれ、豊後国内の熊本藩所領の統治にあたった。

### 明治以後
1889年（明治22年）4月1日の町村制施行により、大分郡鶴崎町となる。その後、1938年（昭和13年）に別保村、1943年（昭和18年）に三佐村、1944年（昭和19年）に桃園村を編入。1954年（昭和29年）3月31日には、松岡村・高田村・明治村・川添村と新設合併するとともに、市制施行し、鶴崎市となる。1963年（昭和38年）3月10日、大分市および大分郡・北海部郡の4町村と合併（新設合併）し、新たに大分市となって行政区分としての鶴崎は姿を消した。

## 世帯数と人口
2022年（令和4年）3月31日現在（大分市発表）の世帯数と人口は以下の通りである。
| 大字 | 世帯数  | 人口    |
| ---- | ------- | ------- |
| 鶴崎 | 734世帯 | 1,391人 |

### 人口の変遷
国勢調査による人口の推移。
| 1995年（平成7年）  | 1,490人 | [ 4 ] |  |
| 2000年（平成12年） | 1,351人 | [ 5 ] |  |
| 2005年（平成17年） | 1,426人 | [ 6 ] |  |
| 2010年（平成22年） | 1,365人 | [ 7 ] |  |
| 2015年（平成27年） | 1,367人 | [ 8 ] |  |
| 2020年（令和2年）  | 1,318人 | [ 9 ] |  |

### 世帯数の変遷
国勢調査による世帯数の推移。
| 1995年（平成7年）  | 549世帯 | [ 4 ] |  |
| 2000年（平成12年） | 539世帯 | [ 5 ] |  |
| 2005年（平成17年） | 612世帯 | [ 6 ] |  |
| 2010年（平成22年） | 597世帯 | [ 7 ] |  |
| 2015年（平成27年） | 652世帯 | [ 8 ] |  |
| 2020年（令和2年）  | 643世帯 | [ 9 ] |  |

## 学区
市立小・中学校に通う場合、学区は以下の通りとなる（2022年4月時点）。
| 番・番地等 | 小学校             | 中学校             |
| ---------- | ------------------ | ------------------ |
| 全域       | 大分市立鶴崎小学校 | 大分市立鶴崎中学校 |

## 事業所
2016年（平成28年）現在の経済センサス調査による事業所数と従業員数は以下の通りである。
| 大字 | 事業所数 | 従業員数 |
| ---- | -------- | -------- |
| 鶴崎 | 71事業所 | 1,892人  |

## 交通

### 鉄道
- 九州旅客鉄道（JR九州） 日豊本線
  - 鶴崎駅

## 施設
- 大分東警察署
- 住友化学 大分工場

## その他

### 日本郵便
- 郵便番号 : 870-0106[2]（集配局 : 大分東郵便局[12]）。